# Andrea Albrecht
Andrea Albrecht (* 18. November 1971) ist eine deutsche Literaturwissenschaftlerin und Professorin für Neuere Deutsche Literatur mit dem Schwerpunkt Moderne an der Universität Heidelberg.

## Biographie
Albrecht studierte Mathematik, Germanistik und Philosophie in Bremen, Hamburg und Göttingen. Nach ihrer Promotion 2003 an der Universität Göttingen war sie wissenschaftliche Mitarbeiterin an der Akademie der Wissenschaften zu Göttingen und Visiting Scholar an der University of California, ab 2007 Nachwuchsgruppenleiterin (Emmy Noether-Programm der DFG) am Deutschen Seminar der Universität Freiburg, wo sie sich  habilitierte. Albrecht war von 2012 bis 2017 Professorin für Neuere deutsche Literatur an der Universität Stuttgart, seit 2017 ist sie Professorin für Neuere deutsche Literatur mit dem Schwerpunkt Moderne an der Universität Heidelberg.
Albrecht ist Mitherausgeberin von „Scientia Poetica. Jahrbuch für die Geschichte der Literatur und Wissenschaften“ und von „Athenäum – Jahrbuch der Friedrich Schlegel-Gesellschaft“.

## Schriften (Auswahl)

### Als Autorin
- Kosmopolitismus. Weltbürgerdiskurse in Literatur, Philosophie und Publizistik um 1800. Berlin 2005.
- Die Mathematik im 'Diesseits der Kultur'. Literaturwissenschaftliche und wissensgeschichtliche Studien zur kulturellen Repräsentation des Mathematischen (Habilitationsschrift, Manuskript).
- Mit Jens Krumeich: Fritz Martini und die deutsche Literaturwissenschaft vor und nach 1945. Heidelberg 2022.

### Als Herausgeberin
- Mit Hans Adler und Horst Turk (Hg.): Integrität. Europäische Konstellationen im Medium der Literatur, Sonderheft der Monatshefte für deutschsprachige Literatur und Kultur, Jg. 97, H. 2, Sommer 2005.
- Mit Gesa von Essen und Werner Frick (Hg.): Zahlen, Zeichen und Figuren. Mathematische Inspirationen in Kunst und Literatur. Berlin 2011.
- Mit Giovanna Cordibella und Volker Remmert (Hg.): Tintenfass und Teleskop. Galileo Galilei im Schnittpunkt wissenschaftlicher, literarischer und visueller Kulturen im 17. Jahrhundert, Berlin 2014.
- Mit Lutz Danneberg, Olav Krämer und Carlos Spoerhase (Hg.): Theorien, Methoden und Praktiken des Interpretierens. Berlin/Boston: 2015.
- Mit Claudia Löschner (Hg.): Käte Hamburger. Kontext, Theorie und Praxis. Berlin/Boston 2015.
- Mit Lutz Danneberg und Simone De Angelis (Hg.): Die akademische 'Achse' Berlin-Rom? Zum kulturell-wissenschaftlichen Austausch zwischen Italien und Deutschland von 1920 bis 1945, Berlin 2017.
- Mit Moritz Schramm und Tilman Venzl (Hg.): Literatur und Anerkennung. Wechselwirkungen und Perspektiven. Berlin 2017.
- Mit Toni Bernhart, Sandra Richter und Marcus Willand (Hg.): Quantitative Ansätze in den Literatur- und Geisteswissenschaften. Systematische und historische Perspektiven, Berlin u. a. 2018

Darüber hinaus hat Andrea Albrecht zahlreiche Beiträge in Fachzeitschriften und Sammelbänden veröffentlicht.